# Krajkowo (województwo wielkopolskie)
Krajkowo – wieś w Polsce położona w województwie wielkopolskim, w powiecie poznańskim, w gminie Mosina.
Wieś Kraykowo położona była w 1580 roku w powiecie kościańskim województwa poznańskiego. W latach 1975–1998 miejscowość administracyjnie należała do województwa poznańskiego.